# Ruedo Ibérico
|  | Aquest article tracta sobre l'editorial. Vegeu-ne altres significats a «Ruedo ibérico (desambiguació)». |

Éditions Ruedo ibérico (ERi) va ser una editorial fundada el 1961 a París, França, per cinc refugiats espanyols de la Guerra Civil que es van proposar plantar cara al franquisme editant llibres en els quals s'exposaven tesis alternatives a les oficials del règim i que després eren introduïts clandestinament a Espanya. Era dirigida per José Martínez Guerricabeitia (Villar del Arzobispo, València, 18 de juny de 1926 - Madrid, 12 de març de 1986). Existeix una versió en facsímil dels fons digitalitzada en CDROM.